# 4925-ös mellékút (Magyarország)
A 4925-ös mellékút egy bő 9 kilométeres hosszúságú, négy számjegyű mellékút Szabolcs-Szatmár-Bereg vármegye területén; vonalvezetése alapján biztosnak tűnik, hogy régen – évtizedekkel ezelőtt – még a 4-es főút részeként húzódott Nyíregyháza déli fekvésű, különálló városrészei és agglomerációs területei között.

## Nyomvonala
Újfehértó északkeleti határszélén ágazik ki a 4-es főútból, annak a 261+550-es kilométerszelvénye közelében, északkelet felé. Első méterei után – szintben, nyíltvágányi szakaszon – keresztezi a Budapest–Záhony-vasútvonal nyomvonalát, s a vágányokat elhagyva már Érpatak külterületei között folytatódik. Itt sem marad azonban sokáig: még a másfeledik kilométere előtt átlépi Nyíregyháza határát, s onnantól már végig a megyeszékhely területén húzódik.
A 2. kilométere után áthalad a Butykasor nevű különálló településrész házai között, majd a 4. és 5. kilométerei között Butyka városrész nyugati szélén húzódik; közben, a városrész központja közelében kiágazik belőle kelet felé a 49 146-os számú mellékút Nagykálló irányába. Butyka északi részét elhagyva elhalad az M3-as autópálya felüljárója alatt, majd bő egy kilométer erejéig a vasútvonal mellé simul.
6,2 kilométer után kiágazik belőle a 35 313-as számú mellékút – ez Császárszállás megállóhelyet szolgálta ki, annak bezárása előtt –, majd újra eltávolodik a vágányoktól és a déli ipari park főutcájaként folytatódik, Debreceni út néven. 7,9 kilométer után keresztezi a Nyíregyháza–Mátészalka–Zajta-vasútvonalat is, onnantól pedig Újkistelekiszőlő városrész házai között halad tovább. A 4-es főútba visszatorkollva ér véget, annak a 270+800-as kilométerszelvénye közelében.
Teljes hossza, az országos közutak térképes nyilvántartását szolgáló kira.kozut.hu adatbázisa szerint 9,282 kilométer.

## Története
1934-ben a kereskedelem- és közlekedésügyi miniszter 70 846/1934. számú rendelete értelmében másodrendű főútként a Berettyóújfalu-Debrecen-Záhony közti 36-os főút része volt. Később a 4-es főút része lett, és maradt is, addig, amíg el nem készült annak új, a vasúttól nyugatra vezetett újabb nyomvonal-szakasza.
A Kartográfiai Vállalat 1990-ben megjelentetett Magyarország autóatlasza már mellékútként tünteti fel, az útburkolat kiépítettsége szempontjából pormentes útként jelölve.

## Települések az út mentén
- (Újfehértó)
- (Érpatak)
- Nyíregyháza